# (184318) Fosanelli
(184318) Fosanelli est un astéroïde de la ceinture principale.

## Description
(184318) Fosanelli est un astéroïde de la ceinture principale. Il fut découvert le 2 avril 2005 à Ottmarsheim par Claudine Rinner. Il présente une orbite caractérisée par un demi-grand axe de 2,62 UA, une excentricité de 0,08 et une inclinaison de 8,0° par rapport à l'écliptique.